# Комволидис, Аггелос
Аггелос Комволидис (греч. Άγγελος Κομβολίδης; 14 марта 1988, Штутгарт) — бывший греческий и немецкий футболист, нападающий.

## Клубная карьера
Аггелос начинал свою карьеру в скромной немецкой команде «Элтинген» с 6 лет. В 1999 году он стал футболистом юношеской команды «Штутгарта», играл вместе с Сами Хедирой, Сердаром Таски и Андреасом Беком. В 2005 году талантливого юниора приобрёл АЕК. В сезоне 2005/06 он был основным форвардом юношеской команды, а в следующем сезоне был переведён в первую и сразу же отправился в аренду. Закрепиться в составе «Трасивулоса» ему помешала травма. Вторую половину сезона Аггелос также провёл в аренде, в клубе «Этникос», где не забил ни одного мяча девяти встречах. АЕК не стал продлевать контракт с девятнадцатилетним форвардом, и он перешёл в «Ираклис» на правах свободного агента. Его дебют в новой команде состоялся 22 сентября 2007 года в матче греческой суперлиги против клуба ПАОК. Игрока продолжали преследовать травмы и в итоге он за два сезона принял участие лишь в десяти матчах, в которых забил два гола. Первую половину сезона 2009/10 Аггелос набирал форму в составе «Анагенниси» из Кардицы и принял участие в восьми встречах. Зимой 2010 года он подписал контракт с «Кавалой», но, получив очередную травму, так и не сыграл в её составе. В 2011 году Аггелос отыграл полгода за полупрофессиональную команду «Понтион» из Катерини и затем принял решение завершить свою футбольную карьеру.

## Карьера в сборной
Во времена выступлений в составе юношеской команды «Штутгарта» Аггелос вызывался в юношескую сборную Германии (до 15 лет). После перехода в АЕК он защищал цвета юношеской сборной Греции (до 19 лет).

## Личная жизнь
Младший брат Аггелоса, Никос Комволидис, играл на позиции центрального защитника за «Штутгарт», «Ираклис», «Доксу», «Пандрамаикос», «Ройтлинген 05» и юношескую сборную Греции (до 17 лет).